# Mélykút vasútállomás
Mélykút vasútállomás egy Bács-Kiskun vármegyei vasútállomás, Mélykút településen, a MÁV üzemeltetésében. A belterület nyugati részén helyezkedik el, közvetlenül az 55-ös főút vasúti keresztezése mellett.

## Vasútvonalak
Az állomást az alábbi vasútvonalak érintik:
- Bátaszék–Kiskunhalas-vasútvonal

## Kapcsolódó állomások
A vasútállomáshoz az alábbi állomások vannak a legközelebb:
- Bácsalmás vasútállomás (Bátaszék–Kiskunhalas-vasútvonal)
- Jánoshalma vasútállomás (Bátaszék–Kiskunhalas-vasútvonal)

## Forgalom
| Járat             | Útvonal | Gyakoriság |
| ----------------- | --- | ---------- |
| személyvonat      | Baja – Bácsbokod-Bácsborsód – Almás – Bácsalmás – Mélykút – Jánoshalma – Erdőszél – Kunfehértó – Kiskunhalas | Napi 2 pár |
| személyvonat      | Baja – Bácsbokod-Bácsborsód – Almás – Bácsalmás – Mélykút – Jánoshalma – Erdőszél – Kunfehértó – Kiskunhalas – Harkakötöny – Tajó – Kiskunmajsa – Jászszentlászló – Galambos – Kiskunfélegyháza                                      | Napi 1 pár |
| Kiskun InterRégió | Baja – Bácsbokod-Bácsborsód – Almás – Bácsalmás – Mélykút – Jánoshalma – Erdőszél – Kunfehértó – Kiskunhalas – Harkakötöny – Tajó – Kiskunmajsa – Jászszentlászló – Galambos – Kiskunfélegyháza – Kunszállás – Városföld – Kecskemét | 2 óránként |